# Olivier Ek
Olivier Ek (ur. 15 sierpnia 1984 w Liège) – belgijski wioślarz.

## Osiągnięcia
- Mistrzostwa Świata U-23 – Amsterdam 2005 – ósemka – 14. miejsce[1].
- Mistrzostwa Świata U-23 – Hazewinkel 2006 – dwójka bez sternika – 7. miejsce[1].
- Mistrzostwa Świata – Eton 2006 – dwójka bez sternika wagi lekkiej – 4. miejsce[1].
- Mistrzostwa Europy – Poznań 2007 – czwórka bez sternika wagi lekkiej – 8. miejsce[1].